# Odet de Coligny

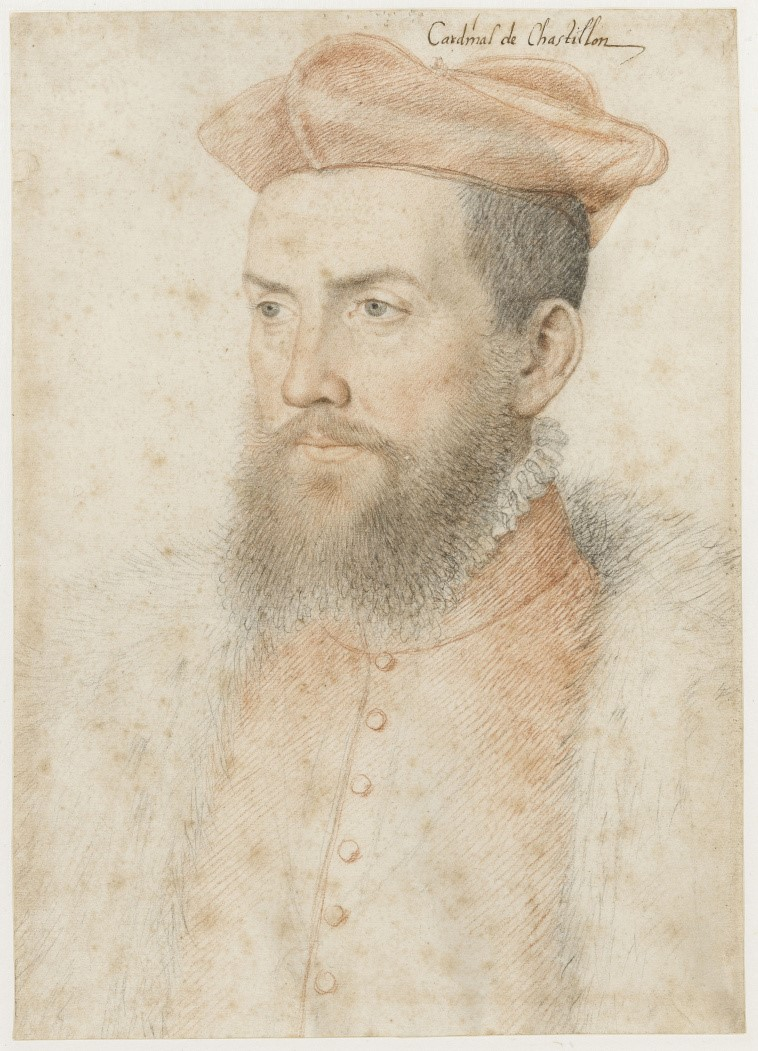
Porträtzeichnung Odets de Coligny von Jean Clouet

Odet de Coligny de Châtillon, genannt Kardinal von Châtillon (* 10. Juli 1517 in Châtillon-sur-Loing; † 14. Februar 1571 in Canterbury) war ein französischer Hugenottenführer.

## Werdegang

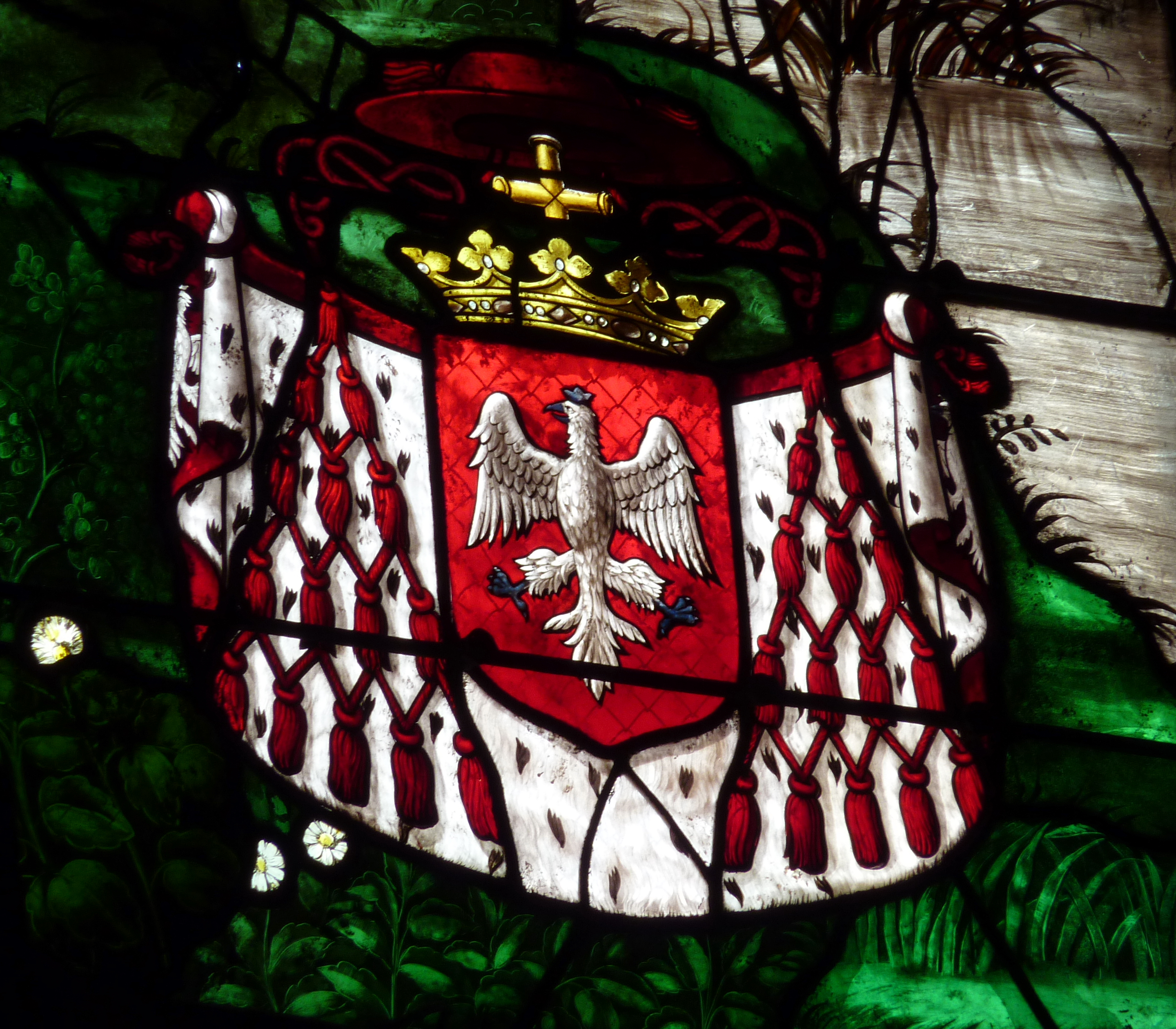
Odet de Colignys Kardinalswappen (Fenster der Kirche Saint-Martin in Montmorency)

Coligny war der Sohn des Marschalls von Frankreich Gaspard I. de Coligny, seigneur de Châtillon; sein Bruder war der spätere Admiral Gaspard II. de Coligny.
Bereits mit 13 Jahren wurde 1530 Coligny zum Prior in Saint-Stephan (Beaune) ernannt und vier Jahre später wurde er Kanonikus in Paris. Später kam er dann durch Simonie zum Erzbistum Toulouse und Papst Paul III. erhob ihn im Konsistorium vom 7. November 1533 zum Kardinal. Im darauffolgenden Jahr wurde Coligny zusätzlich noch zum Bischof von Beauvais ernannt.
Als 1562/63 Coligny zur reformierten Kirche konvertierte, verlor er alle seine kirchlichen Ämter und wurde durch Papst Pius IV. mit Wirkung vom 31. März 1563 exkommuniziert. Schon länger ein Sympathisant der Hugenotten, trat er jetzt öffentlich für deren Sache ein und wurde auch einer ihrer Anführer. Öffentlich und ohne kirchliches Sakrament heiratete er um 1564 Isabelle Hauteville.
Bei Saint-Denis focht er mit Auszeichnung. 1568 floh Coligny mit einigen Anhängern nach England. Am englischen Hof warb er für seine Ideen und hoffte von Königin Elisabeth I. finanziell unterstützt zu werden. Inzwischen war Coligny auf Betreiben des Pariser Parlements als Hochverräter angeklagt und aller Ehren und Ämter für verlustig erklärt worden.
Coligny blieb daher im englischen Exil, wo er mit Einverständnis des französischen Königs Karl IX. verschiedene geheime Aufträge erledigte. Für den Herzog von Anjou warb  Coligny u. a. um die Hand der Königin. Als Coligy England verlassen wollte, um in seine Heimat zurückzukehren, wurde er durch einen seiner Diener vergiftet. Diesem Giftanschlag erlag Coligny im Alter von beinahe 54 Jahren am 14. Februar 1571. Seine letzte Ruhestätte fand er in der Kathedrale von Canterbury.
Siehe auch Haus Coligny